# Deutscher Baseball und Softball Verband
Der Deutsche Baseball und Softball Verband e. V. (DBV) ist der Dachverband der deutschen Baseball- und Softballvereine. Er wurde am 5. Dezember 1950 als Amateur Baseball Föderation Deutschland gegründet und hat 1980 seinen heutigen Namen erhalten. Der Vereinssitz ist Mannheim und die Geschäftsstelle befindet sich in Frankfurt am Main beim DOSB (Haus des Sports).

## Geschichte
Die erste Begegnung der Deutschen mit Baseball fand im August 1936 im Rahmen der Olympischen Sommerspiele 1936 in Berlin statt. Insgesamt 100.000 Zuschauer verfolgten dieses Demonstrationsspiel, in dessen Folge gerade in Berlin einzelne Gruppen sich mit Baseball beschäftigten. Diese Aktivitäten wurden allerdings durch den Ausbruch des Zweiten Weltkrieges eingestellt.
Nach dem Krieg wurde Baseball in Deutschland vor allem durch das Programm German Youth Activities während der amerikanischen Besatzungszeit bekannt. Zu dieser Zeit gab es eine amerikanische Baseballmeisterschaft in Deutschland, die unter den amerikanischen Kompanien ausgetragen wurde. Der Sport stieß auf reges Interesse und so gab es schon 1948 etwa 140 deutsche Baseball-Jugendmannschaften, bevor 1948 mit den Frankfurt Juniors der erste deutsche Baseballverein gegründet wurde. 
Nachdem sich weitere Vereine gegründet hatten, wurde 1950 die Amateur Baseball Föderation Deutschland gegründet, die sich von da an vor allem um den Spielbetrieb und die Ausrichtung der Deutschen Baseballmeisterschaft kümmerte. Durch fehlende Nachwuchsarbeit und Organisation des Baseballsports in Deutschland war Baseball in Deutschland in den 1970er Jahren fast vollständig von der Bildfläche verschwunden, bevor sich in den 1980er Jahren ein Wiedererstarken des Sports zeigte. In diese Zeit fällt auch die Umbenennung des Verbandes 1980 in Deutscher Baseball und Softball Verband.

## Der Verband

### Organe
Organe des DBV sind die Bundesversammlung, das Präsidium, die Ausschüsse (Wettkampfsport, Bildung, Leistungssport, Breitensport, Sportanlagen/Umwelt) und die Rechtsorgane (Bundesgericht und Sportgericht).

### Präsidenten
| Von               | Bis               | Präsident        | Ort                  |
| ----------------- | ----------------- | ---------------- | -------------------- |
| 5. Dezember 1950  | 27. Januar 1952   | Wilfried Schmidt | Marburg              |
| 27. Januar 1952   | 1953              | Albrecht Rüdiger | Bad Homburg          |
| 1953              | 1957              | Alfred Buchner   | Frankfurt am Main    |
| 1957              | 1982              | Richard Kermas   | Mannheim             |
| 1982              | 1984              | Gerhard Baur     | München              |
| 1984              | März 1988         | Klaus Fritsche   | Köln                 |
| März 1988         | 18. März 2001     | Martin Miller    | Ingolstadt           |
| 18. März 2001     | 31. März 2007     | Frank Wagner     | München              |
| 31. März 2007     | 15. November 2014 | Michael Hartmann | Mainz                |
| 15. November 2014 | 9. März 2019      | Mirko Heid       | Bonn                 |
| Seit 9. März 2019 |                   | Jürgen Elsishans | Edingen-Neckarhausen |

### Mitgliedschaften in nationalen und internationalen Organisationen
Der DBV vertritt die Interessen der deutschen Base- und Softballer in verschiedenen nationalen und internationalen Organisationen, insbesondere den internationalen Baseball- und Softballverbänden und nationalen Sportverbänden.
- World Baseball Softball Confederation
- European Baseball Confederation
- European Softball Federation
- Deutscher Olympischer Sportbund
- Deutsches Olympisches Institut
- Deutsche Sportjugend

### Landesverbände
Der DBV hat 10 Landesverbände als Unterorganisationen, die unter anderem für den Spielbetrieb unterhalb der Regionalligen verantwortlich zeichnen.
- Baden-Württembergischer Baseball- und Softballverband (BWBSV, Mannheim)
- Bayerischer Baseball und Softball Verband (BBSV, Ingolstadt)
- Baseball und Softball Verband Berlin/Brandenburg (BSVBB, Berlin)
- Hamburger Baseball und Softball Verband (HBV, Hamburg; gemeinsamer Spielbetrieb mit SHBV)
- Hessischer Baseball und Softball Verband (HBSV, Darmstadt)
- Mitteldeutscher Baseball- und Softballverband (MBSV, Erfurt; für Sachsen, Sachsen-Anhalt und Thüringen)
- Niedersächsischer Baseball und Softball Verband (NBSV, Hannover; für Bremen und Niedersachsen)
- Baseball und Softball Verband Nordrhein-Westfalen (BSV NRW, Paderborn)
- Schleswig-Holsteinischer Baseball und Softball Verband (SHBV, Kiel; gemeinsamer Spielbetrieb mit HBV)
- Südwestdeutscher Baseball und Softball Verband (SWBSV, Ludwigshafen; für Rheinland-Pfalz und Saarland)

In Mecklenburg-Vorpommern existiert bisher kein Landesverband, doch sind HBV und SHBV an der Organisation der Mecklenburg-Vorpommern Baseball Liga (MVBL) beteiligt.

## Spielbetrieb

### Baseball
Der DBV ist auch für die Organisation des Spielbetriebs oberhalb der Verbandsligen zuständig. Die Ligenstruktur sieht dabei für Baseball folgendermaßen aus, wobei in einzelnen Landesverbänden nicht die gesamte Tiefe der Organisationsstruktur ausgenutzt wird.
- 1. Baseball-Bundesliga
- 2. Baseball-Bundesliga
- Verbandsliga
- Landesliga
- Bezirksliga

Ab der Saison 2017 fällt die Regionalliga weg; stattdessen wird die 2. Bundesliga entsprechend erweitert.

### Softball
Im Softball ergibt sich aufgrund der geringeren Anzahl an Vereinen folgende Struktur des Spielbetriebs, auch hier werden teilweise nicht alle zur Verfügung stehenden Organisationstiefen benutzt:
- Softball-Bundesliga
- Verbandsliga
- Landesliga
- Bezirksliga

## Deutsche Baseball und Softball Jugend
Die Deutsche Baseball und Softball Jugend ist die eigenständige Jugendorganisation des DBV und vertritt die Interessen von Jugendlichen und jungen Erwachsenen bis 26 Jahre. Sie ist der Zusammenschluss der Jugendorganisationen der DBV-Landesverbände. Die Deutsche Baseball und Softball Jugend verwaltet sich durch eigene Mittel selbständig. Die/der Vorsitzende der Deutsche Baseball und Softball Jugend ist Mitglied des Präsidiums des DBV. Alles Weitere regelt die Jugendordnung.
Vorstandsvorsitzender ist seit Februar 2020 Thomas Bieth.

## DBV Hall of Fame
Seit dem Jahr 1994 nimmt der DBV regelmäßig Spieler, Trainer und andere Funktionäre des deutschen Baseball- und Softballsports in die DBV Hall of Fame auf.